# Lichte blokspanner
De lichte blokspanner (Lobophora halterata) is een nachtvlinder uit de familie van de Geometridae, de spanners. De vlinder heeft een voorvleugellengte van 12 tot 15 millimeter. De soort overwintert als pop in de grond.

## Waardplant
De waardplanten van deze vlinder zijn diverse loofbomen, met name ratelpopulier.

## Voorkomen in Nederland en België
De lichte blokspanner is in Nederland en België een ongewone soort, die vooral voorkomt op zandgronden. De vliegtijd is van half april tot eind juni in één generatie.